# Miroslav Čvorsjuk
Miroslav Čvorsjuk (3. října 1951 – 29. prosince 2012) byl český kameraman a fotograf.

## Studium
V letech 1967–1968 studoval na gymnáziu v Chebu, později v letech 1968–1972 na filmové škole v Čimelicích. Svá studia zakončil v letech 1977–1982 na oboru kamera na pražské FAMU.

## Profesní kariéra
V osmdesátých letech dvacátého století spolupracoval s mnohými předními režiséry, asistoval u Věry Chytilové, Jiřího Menzla, Františka Vláčila, Otakara Vávry dalších.
Jako druhý kameraman se podílel na snímcích: Bony a klid (1987) režiséra Víta Olmera či Amadeus (1984) režiséra Miloše Formana.
Jako hlavní kameraman pracoval například ve snímcích Vrať se do hrobu! (1990) Milana Šteindlera nebo Čarodějky z předměstí (1990) režisérky Drahomíry Králové.
V 90. letech spolupracoval převážně na zahraničních projektech, zejména se západoněmeckou televizí.
Natáčel mimo jiné dva třináctidílné televizní seriály Sedm divů světa (seriál) a Dějiny skla.
Spolupracoval i při dětské tvorbě a animovaných filmech.
Jako nezávislý kameraman natočil pro Českou televizi patnáct televizních filmů a inscenací a více než osmdesát dokumentárních snímků.
V roce 2004 spolupracoval jako hlavní kameraman na celovečerním filmu Pánská jízda režiséra Martina Kotíka. Se stejným režisérem později spolupracoval na snímku Všechno nejlepší!.
Pro televizi Prima natočil jako hlavní kameraman seriál Velmi křehké vztahy (dříve Rodinná pouta), dále pak sitcom Partička, na kterém spolupracoval až do své smrti.
Miroslav Čvorsjuk zemřel náhle v noci z 29. na 30. prosince 2012.